# Municipio de Sherman (condado de Ottawa)
El municipio de Sherman (en inglés, Sherman Township) es un municipio del condado de Ottawa, Kansas, Estados Unidos. Tiene una población estimada, a mediados de 2023, de 41 habitantes.
Abarca una zona exclusivamente rural.

## Geografía
Está ubicado en las coordenadas 39°15′47″N 97°32′13″O / 39.26306, -97.53694. Según la Oficina del Censo, tiene una superficie total de 93.68 km², correspondientes en su totalidad a tierra firme.

## Demografía
Según el censo de 2020, en ese momento había 43 personas residiendo en la zona. La densidad de población era de 0.46 hab./km². El 95.35 % de los habitantes eran blancos y el 4.65% eran de una mezcla de razas. No había hispanos o latinos viviendo en la región.